# Yguernen
Yguernen vagy Igraine a legendák szerint Artúr király édesanyja volt, akinek első férje, Cornwall hercege háborút folytatott Uter Pendragon királlyal, mert az uralkodó beleszeretett a hercegnébe, akinek akkorra férjétől már volt egy lánya, Lady Morgan. Azonban Merlin, Uter varázslója bűbájt bocsátott Lady Yguernenre, aki azt hitte férjével hált az éjszaka. Pár hónappal később pedig megszületett Artúr, aki, miután kihúzta a kősziklából a varázserővel bíró kardot, az Excaliburt, Anglia királya lett és felépíttette Camelot várát.
A monda szerint Morgan és féltestvére, Artúr vérfertőző viszonyából született Mordred, aki egészen felnőttkoráig nem is tudta, kik a valódi szülei, mivel Morgan egyik anyai nagynénje, Morgause nevelte fel a fiút. (Morgan egy ősi, pogány beavatási szertartáson vett részt, melynek lényege az volt, hogy az ifjú leány szüzességét az a fiatal vadász nyeri el a sok versenyző közül, aki elsőként terít le egy vadat az erdőben. A véletlen vagy a sors azonban úgy intézte, hogy a nyertes ifjú pont Morgan féltestvére, Artúr Pendragon volt, ám a fiú és nővére is egész éjszaka álarcot viselt, így nem ismerték fel egymást. A szertartás után Morgan-t Avalon papnőjévé fogadták, ám csakhamar rájött arra, hogy várandós, egy véletlen folytán pedig azt is megtudta, hogy saját testvérétől fog gyermeke születni.)
Az asszony állítólag természetfeletti képességekkel is bírt, akárcsak testvérei. Két nővére volt, Morgause és Viviane, utóbbi egy varázslórend főpapnője volt, és igyekezett az új vallással, a kereszténységgel szemben életben tartani az ősi hitet, s állítólag ő tanította a varázslásra unokahúgát, Morgan-t is, aki valószínű, hogy az asszony mellett nőtt fel.(Állítólag Viviane volt Sir Lancelot édesanyja.)
A legenda szerint élete utolsó éveiben visszavonultan élt egy eldugott, hegyi kolostorban, apácák között.